# クーペ (雑誌)
クーペ(Coupé)は、ドイツのエンターテイメント雑誌(兼エロ本)。現代のファッションやエンターテインメントなど、男性にとって関心のあるすべてのトピックに関して写真入り記事を提供。女の子、セックス、ファッション、自動車を主な内容とする。ラシュタット(Rastatt, Landkreis Rastatt, Baden-Württemberg)に所在するPabel-Moewig Verlag KGから毎月一回発行される。

## 沿革
1986年創刊。当初は自動車広告用のフリーペーパーだった。後に時代思潮誌(Zeitgeistmagazin )やビジネス誌に方針転換する。1990年6月よりエロ本。2001年5月までヴィースバーデン(Wiesbaden, Hessen)のHelbert より出版。2001年6月から2004年までハンブルク(Hamburg)のHelbertより出版。2005年から2011年までラシュタットのInter Publish GmbHより出版。2012年よりラシュタットのPabel Moewig Verlag GmbHより出版。2014年、Pabel-Moewig Verlag GmbHはPabel-Moewig Verlag KGに改名。
2000年には約50万部の発行を記録した。2006年第1四半期には88,000部まで減少。この頃、本誌のウェブサイトは有料のセックス動画やウェブカメラのポータルに変わる。2007年第4四半期までに、部数は54,302に減少。

## その他
ドイツプレス評議会に寄せられた苦情の件数は、1986年の統計開始以来、Bild紙に次いでワースト2位である。